# 原田良太郎
原田 良太郎（はらだ りょうたろう、1851年3月5日〈嘉永4年2月3日〉- 1903年〈明治36年〉3月24日）は、幕末の徳山藩士、明治期の大日本帝国陸軍軍人。最終階級は陸軍少将。功四級。幼名・正良、1878年6月、良太郎に改名。

## 経歴
周防国都濃郡、後の山口県都濃郡久保村（現下松市）で原田亀之丞の二男として生まれた。明治元年（1868年）徳山藩兵として鳥羽・伏見の戦いに従軍した。長州藩諸隊脱走兵反乱に出動した。
大阪兵学校で学び、1872年（明治5年）陸軍省に出仕。1874年（明治7年）陸軍騎兵少尉に任官した。西南戦争に出征。1887年（明治20年）3月、輜重兵少佐に昇進し輜重兵第1大隊長に就任。1891年（明治24年）11月、輜重兵監に就任。日清戦争を迎えて1894年（明治27年）6月、大本営運輸通信部長に発令された。1894年（明治27年）10月、輜重兵大佐に昇進。
1897年（明治30年）9月、陸軍少将に進み憲兵司令官に就任。以後、兼臨時建築部長、輜重兵監事務取扱、輜重兵監を歴任し、1899年（明治32年）10月、騎兵監となる。1903年2月、演習中に病を発症し、同年3月24日に死去した。

## 親族
- 長男 原田隼太郎（海軍少尉（海兵31期）、初瀬乗組・日露戦争戦死）[3][7][8]
- 二男 原田二郎（陸軍少将）[2][7]